# Blackburn Shark
Blackburn B-6 Shark – brytyjski pokładowy samolot torpedowy i rozpoznawczy. 
Blackburn Shark był ostatnim z linii rozwojowej dwupłatów torpedowych produkowanych dla Fleet Air Arm przez wytwórnię lotniczą Blackburn Aircraft Ltd. w dwudziestoleciu międzywojennym. Zaprojektowany jako prywatne przedsięwzięcie wytwórni według specyfikacji Ministerstwa Lotnictwa S.15/33 prototyp wykonał pierwszy lot 24 sierpnia 1933 roku. Po serii testów, obejmujących między innymi lądowania na pokładzie lotniskowca „Courageous”, Blackburn otrzymał w sierpniu 1934 roku zamówienie na zbudowanie serii 16 samolotów pod nazwą Shark Mk I. Samoloty pierwszej serii produkcyjnej trafiły na wyposażenie 820 dywizjonu Fleet Air Arm, bazującego właśnie na „Courageous”.
Pierwsza wersja samolotu była, podobnie jak prototyp, napędzana silnikiem gwiazdowym Armstrong Siddeley Tiger IV o mocy 700 hp. Kolejna seria produkcyjna, Shark Mk II, otrzymała mocniejsze silniki Armstrong Siddeley Tiger VI o mocy 760 hp. Jej produkcja rozpoczęła się w 1936 roku. Sześć wodnosamolotów Mk II A zostało zamówionych przez lotnictwo marynarki wojennej Portugalii i dostarczonych w marcu 1936 roku.
Od 1937 roku rozpoczęto produkcję kolejnej wersji, Shark Mk III, wyposażonej w silnik gwiazdowy Bristol Pegasus III o mocy 800 hp i zakrytą kabinę załogi. Był to już ostatni rok produkcji Sharka w macierzystej wytwórni. Zastępowane w linii przez nowocześniejsze Fairey Swordfish były sukcesywnie przekazywane do szkół lotniczych, gdzie służyły jako holowniki celów.
W 1936 roku siedem egzemplarzy Shark Mk II zostało zakupionych przez Royal Canadian Air Force. Pozytywne doświadczenia z ich eksploatacji spowodowały zakup licencji i rozpoczęcie produkcji samolotu w kanadyjskiej filii koncernu Boeing w Vancouver. Kanadyjskie Sharki odpowiadały brytyjskiemu wariantowi Mk III, ale były napędzane silnikiem Bristol Pegasus IX o mocy 840 hp. 17 wybudowanych samolotów pozostawało w linii aż do 1944 roku, później pięć zostało przekazanych do szkoły obserwatorów na Trynidadzie, gdzie doczekały końca II wojny światowej.